# Кан, Клод
Клод Кан (фр. Claude Kahn; 9 ноября 1935, Марсель, Буш-дю-Рон, Франция — 17 ноября 2023, Валлорис, Приморские Альпы, Франция) — французский пианист.

## Биография
Начал учиться игре на фортепиано в четырёхлетнем возрасте, с 10 лет занимался у Маргерит Лонг, затем у Розы Лежур, Ива Ната и Нади Буланже. Был удостоен премий и дипломов на фортепианных конкурсах имени Казеллы в Неаполе (1952), имени Листа в Будапеште (1956) и др.
Считался специалистом, прежде всего, по творчеству Фридерика Шопена, осуществил целый ряд записей. Исполнял и другие сочинения романтического стандартного репертуара, от Роберта Шумана до Сергея Рахманинова, а также французскую музыку (Габриэль Форе, Клод Дебюсси, Морис Равель и т. д.). В 1960-е гг. стал популярным персонажем светской хроники — в частности, благодаря тому, что вмонтировал маленькое пианино в свой автомобиль, чтобы репетировать во время езды.
В 1970 году основал в Париже пианистический конкурс, дав ему своё имя. С 1980 года конкурс проходил как международный, в дальнейшем вернулся к национальному формату. Среди его лауреатов были, в частности, Александр Таро и Игорь Каменц.
Скончался 17 ноября 2023 года на 89-м году жизни.